# Hypagnostus parvifrons
Espèce
Synonymes
- Hypagnostus fatkai Kordule & Šnajdr, 1979[2]
- Hypagnostus jincensis Fatka, Kordule & Šnajdr, 1981[2]

Hypagnostus parvifrons est une espèce fossile de trilobites de l'ordre des agnostides qui vivait au Cambrien moyen.

## Répartition
On le trouve en Amérique du Nord (notamment dans l’Utah) dans le schiste de Marjum et dans la formation de Jince.

## Description
Hypagnostus parvifrons ressemble ordinairement aux agnostides. Il est souvent confondu avec d'autres agnostides.
Il était aveugle et mesurait 7 mm de long et 4 mm de largeur.
Il a deux segments et sa tête est similaire à sa queue.